# Grzegorz II Cypryjczyk
Grzegorz II Cypryjczyk, gr. Γρηγόριος ο Κύπριος (ur. ok. 1241 w Lapitos na Cyprze, zm. 1290 w Konstantynopolu) – patriarcha Konstantynopola w latach 1283–1289.

## Życiorys
Urodzony w Lapitos na Cyprze ok. 1241 r., na chrzcie otrzymał imię Jerzy. Jego rodzice należeli do klasy średniej, wywodzącej się ze szlachty. Jako nastolatek przeniósł się do Nikozji szukając możliwości dalszej edukacji. Niezadowolony z poziomu greckich nauczycieli rozpoczął naukę w szkole łacińskiej (Cypr znajdował się wówczas w rękach krzyżowców). Ze względu na trudności w uczeniu się łaciny zdobył jednak tylko powierzchowną znajomość gramatyki i logiki Arystotelesa. Wobec czego wsiadł na statek do Ptolemaidy, w Palestynie, dokąd przybył po trzech dniach podróży. Stamtąd przez Anaeę w Azji Mniejszej dotarł do Efezu, gdzie wielką sławą cieszył się Nicefor Blemmydes. Wkrótce jednak zniechęcony przeniósł się do Nicei, gdzie studiował wraz z Jerzym Akropolitą. Po odzyskaniu przez Bizantyńczyków Konstantynopola w 1261 r. przeniósł się do nowej stolicy. W późniejszych latach został tam nauczycielem. Jego uczniem był między innymi Nicefor Chumnos.
Początkowo jako przyjaciel patriarchy Jana XI Bekkosa i bliski współpracownik cesarza Michała VIII opowiadał się za jednością Kościoła Wschodniego z Rzymem, jednak po śmierci cesarza w 1282 r. przeszedł na pozycje wrogie unii Kościołów, zawartej osiem lat wcześniej w Lyonie. W 1283 r. po śmierci Józefa Gealzjoty został patriarchą Konstantynopola. Po wyborze na stolicę patriarszą, zwołał w 1284 r. synod w Adramyttium, który oficjalnie odrzucił unię lyońską i potępił Filioque dodane do Credo Nicejskiego. Synod przyjął też nauczanie Grzegorza o „wiecznym przejawianiu się” Ducha przez Syna. Użyta przez Grzegorza formuła oraz jego wcześniejsze prounijne sympatie stały się przyczyną opozycji przeciw niemu, która wyszła spośród zwolenników patriarchy Arseniusza. W 1289 r. doprowadziła ona do ustąpienia patriarchy.
Grzegorz zmarł w Konstantynopolu w 1290 r.

## Twórczość
Wypowiedzi Grzegorza z obrad synodu blacherneńskiego zostały zebrane w Księdze wiary (Tòmos písteos), będącej apologią ortodoksji. Grzegorz napisał liczne enkomia między innymi ku czci świętej Maryny, żywoty świętych, jak Żywot mnicha Łazarza. Pozostawił też po sobie panegiryki na cześć Michała VIII i Andronika II, przeładowane zwrotami retorycznymi i stanowiące świadectwo ówczesnego stylu oratorskiego oraz wartościową Autobiografię (Diegéseos merikés lògos ta kath'heautòn periéchon) odznaczającą się rzeczowością i zaletami stylu i ponad 200 listów do uczniów i przyjaciół: wielkiego logotety Teodora Muzalona, historyka Jerzego Akropolity, filologa Jana Pediasimosa, filozofa i retora Nicefora Chumnosa. Zachowały się również we fragmentach: jego parafraza bajek Ezopa, podręcznik mitologiczny i zbiór przysłów na potrzeby szkół.